# B-型小行星

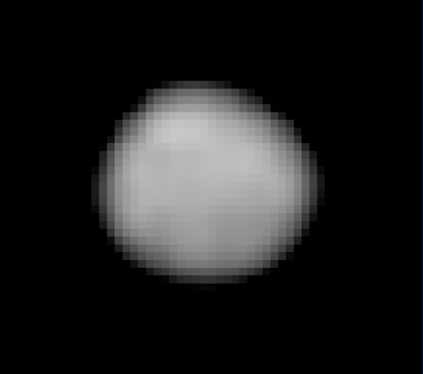
智神星 － 最大的B-型小行星。

B-型小行星是一種相對較罕見的碳質小行星，屬於更廣泛的C-群。在小行星的族群中，B-型小行星，包括第二大的小行星 － 智神星，在主帶的外側和高傾角的智神星族小行星都是含量豐富的主導者。它們被認為是在早期的太陽系含量豐富的原始、揮發性的殘餘。

## 特性
一般的性質與C-型相同，但是在低於0.5μm 以下的紫外線吸收較小或缺乏，並且在光譜上輕微的藍化比紅化明顯。反照率也往往大於顏色較深的C-型。在光譜學上， B-型天體顯使表面主要的成分包括無水矽酸鹽、含水的黏土礦物、有機聚合物、磁鐵礦和硫化物。與B-型小行星最接近和匹配的是在實驗室中被略微加熱的碳質球粒隕石。